# Kazimierz Banasik
Kazimierz Banasik (ur. 26 maja 1950) – polski hydrolog, profesor nauk rolniczych. 

## Życiorys
W 1975 ukończył Szkołę Główną Gospodarstwa Wiejskiego w Warszawie i podjął na Wydziale Melioracji tej uczelni pracę naukową. W 1983 uzyskał stopień doktora nauk technicznych, w 1995 stopień doktora habilitowanego, a w 2002 tytuł profesora nauk rolniczych. W latach 2016–2020 pełnił funkcję Prorektora ds. Rozwoju SGGW.
Specjalizuje się w badaniach dotyczących erozji gleb, dynamiki koryt rzecznych, zamulania zbiorników wodnych, monitorowania i modelowania procesu opad-odpływ w małych zlewniach rzecznych. Zajmuje się również tematyką powodzi i susz, hydrologicznymi konsekwencjami zmian klimatycznych oraz zanieczyszczeniami wód powierzchniowych obszarów rolniczych.

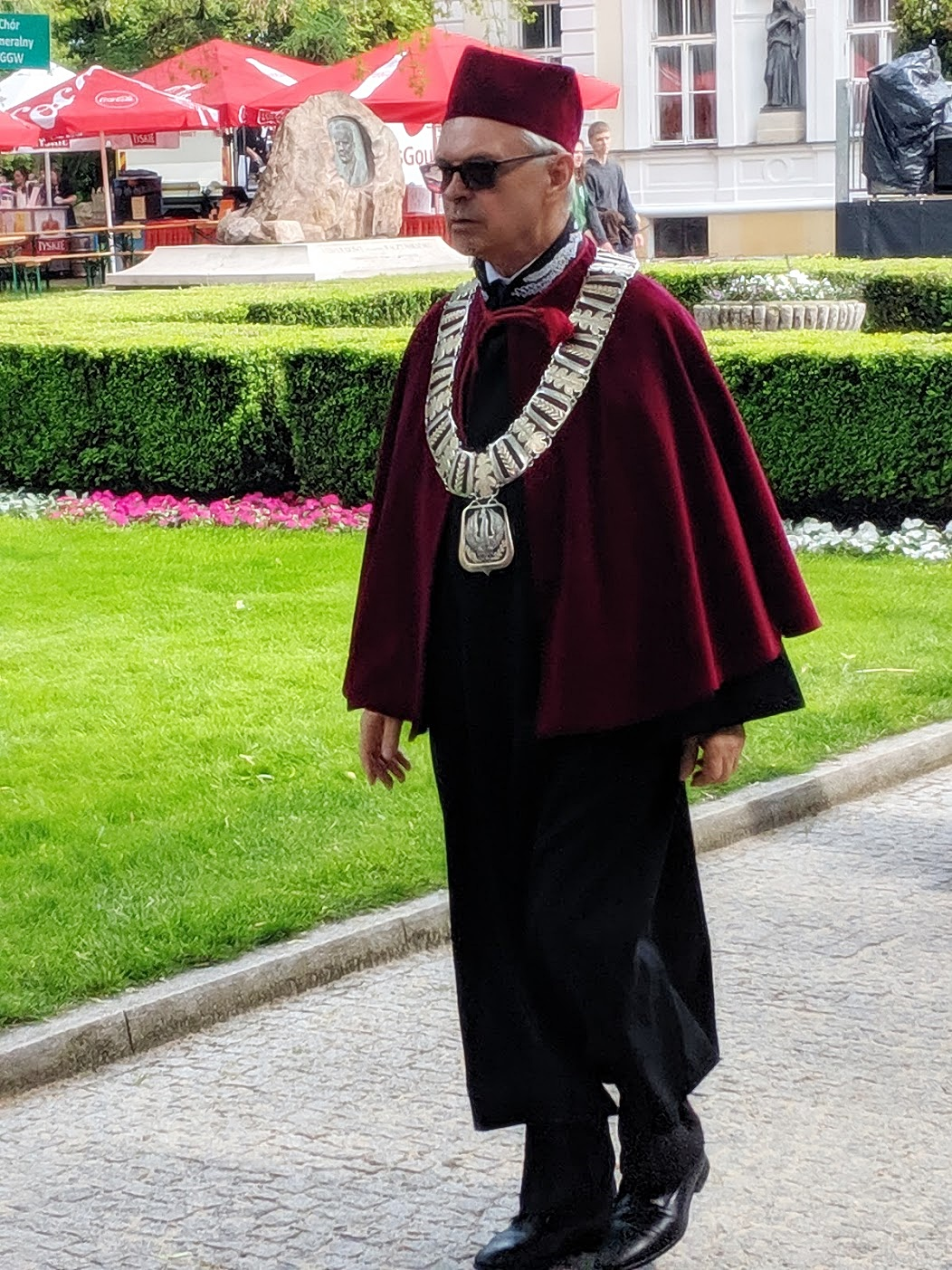
Prof. dr hab. Kazimierz Banasik, prorektor SGGW

Wiceprzewodniczący Międzynarodowej Komisji Erozji Kontynentalnej – Międzynarodowej Asocjacji Badań Hydrologicznych (ICCE-IAHS) w latach 2011–2015 i 2015–2019.
Wieloletni członek Komitetu Inżynierii Środowiska PAN, w 2020 wybrany na przewodniczącego. W 2004 odznaczony Srebrnym Krzyżem Zasługi. W 2019 odznaczony Krzyżem Kawalerskim Orderu Odrodzenia Polski za wybitne zasługi w pracy naukowo-badawczej.